# Zob Ahan Isfahan
Zob Ahan Isfahan Football Club (per. باشگاه فوتبال ذوب‌آهن اصفهان) – irański klub piłkarski z siedzibą w mieście Isfahan. Obecnie występuje w 1. lidze.

## Historia
Klub został założony w 1969. Od 1973 grał w ogólnokrajowych rozgrywkach. Drużyna nadal liczyła się w walce o najwyższe laury. Drużyna jednak nie liczyła się w walce o mistrzostwo Iranu. W 1978 rozgrywek nie dokończono ze względu na wybuch rewolucji. Później ze względu na wojnę z Irakiem piłka nożna zeszła na dalszy plan.
Rozgrywki ogólnokrajowe wznowiono dopiero w 1989. Jednak zespół awansował do Azadegan League dopiero w 1993, lecz po dwóch sezonach z niej spadł. Klub powrócił do najwyższej klasy rozgrywkowej w 1996. W 2001 drużyna doszła do finału Pucharu Hazfi, gdzie przegrała w dwumeczu 3-1 z klubem Fajr Sepasi. Jednak już w 2003 Zob Ahan zrewanżował się w finale tego samego pucharu, pokonując Fajr Sepasi po karnych 6-5, ponieważ w regulaminowym czasie gry był remis 2-2. W ostatnich latach Zob Ahan należy do czołowych klubów irańskich. Klub zdobywał wicemistrzostwo Iranu w sezonach 2008/2009 oraz 2009/2010, a w 2009 zdobył także swój drugi Puchar Hazfi pokonują w finale w dwumeczu 5-2 drużynę Rah Ahan Rej. W 2010 zespół osiągnął swój największy sukces. Dotarł do finału Azjatyckiej Ligi Mistrzów, gdzie w finale w Tokio został pokonany 3-1 przez koreański klub Seongnam Ilhwa Chunma.

## Sukcesy
- Iran Pro League
  - wicemistrzostwo (4): 2004/2005, 2008/2009, 2009/2010, 2017/2018
- Hazfi Cup
  - zwycięstwo (4): 2003, 2009, 2015, 2016
  - finał (1): 2001
- Superpuchar Iranu
  - zwycięstwo (1): 2016
- Azadegan League
  - mistrzostwo (1): 1995/1996
- Liga Mistrzów
  - finał (1): 2010

## Skład na sezon 2017/2018
| Nr | Poz. | Piłkarz                     |
| -- | ---- | --------------------------- |
| 1  | BR   | Mohammad Bagher Sadeghi     |
| 2  | OB   | Mohammad Nejad Mehdi        |
| 3  | OB   | Vahid Mohammadzadeh         |
| 4  | OB   | Hadi Mohammadi              |
| 7  | PO   | Mohammad Reza Hosseini      |
| 8  | PO   | Ghasem Haddadifar (kapitan) |
| 9  | NA   | Masoud Hassanzadeh          |
| 10 | PO   | Mohsen Mosalman             |
| 11 | NA   | Morteza Tabrizi             |
| 12 | BR   | Mohammad Mazaheri           |
| 14 | NA   | Eddie Hernández             |
| 17 | PO   | Mohammadreza Abbasi         |

| Nr | Poz. | Piłkarz                |
| -- | ---- | ---------------------- |
| 18 | NA   | Ali Khodadadi          |
| 20 | PO   | Zobeir Niknafs         |
| 21 | PO   | Abouzar Safarzadeh     |
| 24 | OB   | Mehran Derakhshan Mehr |
| 31 | PO   | Reza Habibzadeh        |
| 44 | BR   | Meraj Esmaeili         |
| 61 | OB   | Masoud Ebrahimzadeh    |
| 66 | NA   | Marion Silva Fernandes |
| 69 | OB   | Milad Fakhreddini      |
| 88 | PO   | Hamid Bou Hamdan       |
|    | PO   | Mojtaba Haghdoost      |
|    | OB   | Mojtaba Moghtadaei     |